# Џејмс Ерл Реј
Џејмс Ерл Реј (енгл. James Earl Ray; Олтон, 10. март 1928 – Нешвил, 23. април 1998) био је амерички бегунац и злочинац осуђен за убиство Мартина Лутера Кинга Јр. у мотелу "Лорејн" у Мемфису, Тенеси 4. априла 1968. године. Реј је на свој 41. рођендан признао кривицу и одустао од суђења и накнадно осуђен на 99 година затвора због убиства Кинга. Да је проглашен кривим пред поротом, био би осуђен на смртну казну. Имао би право на условну слободу 2018. године, након што је одслужио пола затворске казне (49 1/2 година), када би имао 90 година. У тренутку његове смрти 1998. године, одслужио је 29 година казне.

## Младост и школовање
Реј је рођен  10. марта 1928. године у Олтону, Илиноису, као син Лусил Реј (рођена Мах) и Џорџа Елис Реја. Имао је ирске и шкотске крви и васпитан је као католик. 
У фебруару 1935, Рејев отац, познат још и по надимку Спиди, имао је проблема са финансијама због чега се преселио у Јуинг, Мисури где је породица променила презиме у Рејнес да би избегла проблеме са законом. Реј је прво од деветоро деце, укључујући и Џона Лерија Реја, Френклина Реја, Џерија Вилијама Реја, Мелбу Реј, Керол Реј Пепер, Сузан Реј и Марџори Реј. Његова сестра, Марџори, изгубила је живот у пожару још у раној младости. Реј је одустао од школовања са 15 година. Придружио се америчкој војсци на крају Другог светског рата и служио је у Немачкој. Борио се са прилагођавањем војном животу и отпуштен је због неспособности и недостатка прилагодљивости 1948. године.

## Првобитне осуде и прво бекство из затвора
Реј је починио разна кривична дела пре убиства Др Мартина Лутера Кинга Јуниора. Рејева прва осуда за кривично дело, пљачка у Калифорнији, била је 1949. године. Године 1952, служио је две године затворске казне због наоружане пљачке таксисте у Илиноису. Године 1955, Реј је осуђен за превару путем поште након што је крао новчане налоге у Ханибалу, Мисурију, после их приморао да оду на пут на Флориду. Одслужио је четири године у Левенворту. Године 1959, Реј је ухваћен у крађу 120 долара у наоружаној пљачки продавнице Ст. Луис Крогер. Реј је осуђен на 20 година затвора због поновљених прекршаја. Побегао је из Казнено-поправног дома у Мисурију 1967. године тако што се сакрио у камиону који је превозио хлеб до затворске пекаре.

## Активност у 1967. години
Након бекства, Реј је остао у покрету широм Сједињених Америчких Држава и Канаде, одлазећи прво у Ст. Луис, а после у Чикаго, Торонто, Монтреал, Бримингем, Алабаму где је остао довољно дуго да купи Форда Мустанга из 1966. и да добије возачку дозволу Алабаме. Он је потом возио до Мексика, зауставио се у Акапулку пре него што се скрасио у Пуерту Ваљарти 19. октобра 1967. године.
Док је био у Мексику, Реј, користећи алијас Ерик Старво Галт, покушао је да се оствари као режисер порнографских филмова. Користећи опрему наручену путем поште, снимао је и фотографисао локалне проститутке. Фрустриран резултатима и напуштањем проститутке са којом је створио емотивну везу, Реј је напустио Мексико око 16. новембра  1967. године.
Реј се вратио у Сједињене Државе, стигавши у Лос Анђелес 19. новембра 1967. године. Док је био у Лос Анђелесу, Реј је кренуо у локалну школу за шанкере и ишао на часове плеса. Његов главни интерес је, између осталог, био председничка кампања Џорџа Воласа. Реј је гајио велике предрасуде према црнцима и великом брзином је привукао Воласову сегрегационистичку платформу. Провео је већину свог времена у Лос Анђелесу волонтирајући у седишту Воласове кампање у Холивуду.
Разматрао је емигрирање у Родезију (данашњи Зимбабве) где је режим беле мањине преузео независност од Велике Британије 1965. године. Појам живљења у Родезији је Реју неколико година након тога било привлачно и то је било његово намењено одредиште после Кинговог убиства. Влада Родезије је изразила неодобравање.

## Активност почетком 1968. године
У марту 1968, Реј је прошао кроз фацијалну реконструкцију (ринопластика) коју је избео Др Расел Хедли. Реј је средином истог месеца напустио Лос Анђелес и започео обилазак државе у Атланти, Џорџији.
Стигавши у Атланту 24. марта 1968. године, Реј се пријавио у хотел. Купио је мапу града. Касније су агенти ФБИ-ја нашли ту мапу када су претраживали његову собу. На тој мапи је локација цркве и резиденције Мартина Лутера Кинга Јр. биле заокружене.
Реј је ускоро био опет на путу и возио је свог Мустанга до Бримингема, Алабаме. Тамо је купио Ремингтон Модел 760 Гејммастер .30-06-калибар пушку и кутију од 20 метака од Аеромарин Суплај Компани. Такође је купио Редфилд  2х-7х обим који је монтирао на пушку. Рекао је власницима радње да је ишао у лов са братом. Реј је наставио да користи алијас Галт након боравка у Мексику, али када је обавио ову куповину користио је име Харви Ловмејер.
Након што је купио пушку и додатке, Реј се вратио у Атланту. Као страствен читалац новина, Реј је проводио време читајући устав Атланте. Лист извештава о Кинговом планираном путу у Мемфис, Тенеси који је заказан за 1. април 1968. године. Реј је спаковао торбе и кренуо у Мемфис 2. априла 1968. године.

## Убиство Мартина Лутера Кинга Јр.
Реј је 4. априла 1968. године убио Матина Лутера Кинга Јр. једним пуцањем из његове Ремингтон пушке док је Кинг стајао на балкону који се налазио на другом спрату мотела „Лорејн“ у Мемфису. Мало после пуцња, сведок тврди да је видео Реја како бежи. Пакет је остављен поред положаја пуцања који је садржао пушку и двоглед и оба предмета су имала Рејеве отиске прстију.

### Упозорење и признање кривице
Реј је побегао у Атланту у свом белом Форд Мустангу возећи 11 сати. Он је спаковао своје ствари и побегао на север, у Канаду, стигавши у Торонто после 3 дана где се скривао преко месец дана и стекао канадски пасош под лажним именом Рејмон Џорџ Снид. Напустио је Торонто крајем маја и кренуо за Енглеску. Кратко је боравио у Лисабону, Португалу и вратио се у Лондон.
Два месеца после Кингове смрти, Реј је ухапшен на Хитроу аеродрому у Лондону у покушају бега за Брисел са лажним канадским пасошем. Док се пријављивао, запослени на аеродрому је приметио име на његовом пасошу, Снид, које је било на листи за надзор под краљевском канадском полицијом.
На аеродрому,званичници су приметили да је Реј носио са собом још један пасош са другим именом. Уједињено Краљевство је депортовало Реја назад у Тенеси где је осуђен за Кингово убиство. Признао је кривицу 10. марта 1969. године, на његов  41. рођендан и након тога је осуђен на 99 година затворске казне.

### Повлачење признања
Три дана касније, порекао је своје признање. Реј је признао кривицу на савет свог адвоката, Перција Формена, у намери да избегне смртну казну. Метода погубљења у Тенесију у то доба је било коришћење електричне струје. 
Реј је отпустио свог адвоката и након тога га је звао Перси „Форфлашер“. Реј је тврдио да човек кога је упознао у Монтреалу 1967. који је користио алијас „Раул“ је био дубоко умешан. Поред тога, тврдио је да он није „лично упуцао доктора Кинга“, али је можда „делимично одговоран без знања“ наговештавајући на заверу. Реј је рекао ову верзију Кинговог убиства и његовог лета два месеца након тога новинару Вилијаму Бредфорду Хјуију. 
Хјуи је истраживао ову причу и открио је да је Реј лагао о неким детаљима. Он је рекао Хјуију да је намерно оставио отиске прстију на пушки зато што је желео да буде познати криминалац. Реј је био убеђен да га неће ухватити зато што је превише паметан. Веровао је да ће гувернер Алабаме, Џорџ Волас, ускоро постати председник и да ће за кратко време изаћи из затвора. Провео је остатак свог живота покушавајући да повуче признање и себи обезбеди суђење.

## Бекство из затвора
Дана 10. јуна 1977. године, Реј и шест других осуђеника су побегли из казнено-поправног дома "Бруши Маунтин" у Петру, Тенеси. Они су касније,13. јуна,  поново заробљени. Још једна година је додата на Рејеву казну што ју је повећало на 100 година. Док је служио у раним 1980-им у државном затвору у Тенесију, Нешвил, Реја су желели да интервјуишу на годишњицу Кингове смрти. Дик Бумбах, службеник за информисање јавног сектора за поправке у Тенесију, координисао је годишње интервјуе са локалним, државним и националним вестима.

## Претпоставке о завери
Реј је унајмио Џека Кершава за свог адвоката који је промовисао његову тврдњу да није крив за пуцање на Кинга. Његова тврдња је, како је речено, резултат завере неидентификованог човека по имену „Раул“. Кершав и његов клијент су се састали са представницима Комисије за атентате на Кућу Сједињених Држава и убедили комитет да спроведу балистичке тестове- што се на крају показало непобедивим - за које су сматрали да би показали да Реј није испалио кобни метак.
Кершав је тврдио да је бекство додатни доказ да је Реј био део завере која му је пружила помоћ да би побегао из затвора. Убедио је Реја да треба да полаже полиграф у оквиру интервјуа за „Плејбој“. Магазин каже да су резултати показали да "Реј је, заправо, убио Мартина Лутера Кинга Јр. и да је то урадио сам“. Реј је отпустио Кершава након што је открио да је адвокат плаћен 11 хиљада долара од стране магазина у замену за интервју и уместо тога ангажовао адвоката Марка Лејна да му пружи правно заступање.

### "Суђење" и грађанска тужба
Године 1977, Кингов син Декстер је имао састанак са Рејем и питао га је: „Само сам желео да те питам, званично, да ли си убио мог оца?“, Реј је на то одговорио: „Не.Не, нисам.“ и Кинг је рекао Реју да му он, заједно са целом породицом, верује; Кинг породица је такође желела да обезбеди Реју ново суђење.
Вилијам Пепер, Кингов пријатељ, представљао је Реја на телевизијском суђењу, које је служило за исмејавање, у покушају да му обезбеди суђење какво никад није добио. У судском поступку, тужилац је био Хикмен Јувинг. Порота је ослободила Реја.
У новембру 1999, Пепер је заступао Кинг породицу у смртном грађанском поступку против Лојда Џоверса. Џоверс, власник ресторана у Мемфису, доведен је у грађански суд у децембру 1999. године и тужен је за то да је био део завере за убиство Мартина Лутера Кинга Јр. Проглашен је законски одговорним и Кинг породица је прихватила 100 долара реституције, износ изабран да покаже да нису водили случај због финансијске добити. Порота, завршавајући 8. децембра, сазнала је да је Лојд Џоверс као и други, заједно са владиним агенцијама, био део завере. Породица Кинг је тада закључила да Реј није имао никакве везе са убиством Мартина Лутера Кинга Јр.
Корета Скот Кинг је рекла: „Порота је јасно била убеђена обимним доказима који су представљени током суђења да, поред Џоверса, завера мафије, локалних, државних и федералних владиних агенција су дубоко били укључени у убиство мог мужа. Потота је, такође, потврдила надмоћне доказе који су идентификовали неког другог, не Џејмса Ерла Реја, као стрелца и да је господину Реју смештено.
Подстакнута од стране породице Кинг да прихвати неке од тврдњи завере, генерални тужитељ Сједињених Држава, Џенет Рено, захтевала је нову истрагу 26. августа 1998. године. У јуну 2000, Министарство правде Сједињених Држава је објавило извештај од 150 страница којим је одбацило претпоставке да је постојала завера у Кинговом атентату, укључујући налазе пороте грађанског суда у Мемфису.

## Смрт
Пре његове смрти, Реј је пребачен Завод за посебне потребе „Луис М. ДеБери“ у Нешвилу, затвор максималне сигурности са болничким установама.
Реј је умро у 70. години 23. априла  1998. године у Меморијалној болници Колумбија Нешвил од компликација везаних за болест бубрега и отказивање јетре изазваних хепатитисом Ц. Његов брат, Џери, рекао је СиЕнЕн-у да његов брат није хтео да буде сахрањен или да има коначно почивалиште на територији САД због „начина на који га је држава третирала“. Тело је кремирано и његов пепео је одлетео у Ирску, дом предака са мајчине стране. Десет година касније, Рејев други брат, Џон Лери Реј, учествовао је у писању књиге са Линдон Барстен под насловом „Истина на крају: Неиспричана прича иза Џејмса Ерла Реја и убиства Мартина Лутера Кинга Јр“.